# Pierwszy rząd Nadżiba Mikatiego
Pierwszy rząd Nadżiba Mikatiego – rząd Republiki Libańskiej funkcjonujący od kwietnia do lipca 2005 r. 

## Powstanie
15 kwietnia 2005 r. Nadżib Mikati został mianowany premierem Libanu, jako kandydat kompromisowy po dymisji Umara Karamiego. W nowym gabinecie, obok premiera, znalazło się 13 ministrów. Rząd miał mieć charakter technokratyczny. 27 kwietnia rada ministrów zdobyła wotum zaufania, uzyskując poparcie 109 deputowanych Zgromadzenia Narodowego. Po wyborach parlamentarnych, w lipcu 2005 r. stanowisku szefa rządu otrzymał Fouad Siniora.

## Skład
| Stanowisko                                         | Imię i nazwisko                            | Wyznanie             |
| Premier                                            | Nadżib Mikati                              | Sunnita              |
| Min. spraw wewnętrznych                            | Hassan Sabeh                               | Sunnita              |
| Min. sprawiedliwości                               | Chalid Kabbani                             | Sunnita              |
| Min. zdrowia                                       | Mohammad Dżawad Chalife                    | Szyita               |
| Min. pracy                                         | Trad Hamadeh                               | Szyita               |
| Min. spraw zagranicznych                           | Mahmud Hammud                              | Szyita               |
| Min. robót publicznych i transportu oraz uchodźców | Adel Hamije                                | Druz                 |
| Min. informacji i turystyki                        | Charles Rizk                               | Katolik-Maronita     |
| Min. przemysłu i energii                           | Bassam Jammin                              | Katolik-Maronita     |
| Min. ekonomii oraz finansów i handlu               | Damianos Kattar                            | Katolik-Maronita     |
| Wicepremier i min. obrony                          | Elias Murr                                 | Prawosławny          |
| Min. środowiska oraz reformy administracji         | Tarek Mitri                                | Prawosławny          |
| Min. kultury i edukacji                            | Ghassan Salameh (zrezygnował); Assaad Rizk | Katolik-Melchita     |
| Min. telekomunikacji oraz młodzieży i sportu       | Alain Tabourian                            | Prawosławny Ormianin |